# جو كيريغان
جو كيريغان (بالإنجليزية: Joe Kerrigan)‏ هو لاعب كرة قاعدة أمريكي، ولد في 30 نوفمبر 1954 في فيلادلفيا في الولايات المتحدة.

## وصلات خارجية
- جو كيريغان على موقع دوري كرة القاعدة الرئيسي (الإنجليزية)
- جو كيريغان على موقعبيزبول رفرنس.كوم (الدوري الرئيسي) (الإنجليزية)
- جو كيريغان على موقعبيزبول رفرنس.كوم (الدوري الثانوي) (الإنجليزية)